# Девайн, Стив
Стивен Джон Девайн (англ. Stephen John Devine, родился 12 декабря 1976 года в Боггабрай) — австралийский и новозеландский регбист, выступавший на позиции полузащитника схватки (скрам-хава). Благодаря своему происхождению и регбийной карьере нередко сравнивался с другим регбистом, скрам-хавом Десом Коннором, который выступал и за Австралию, и за Новую Зеландию; при этом таких же достижений, как Коннор, он не достиг.

## Биография
Родился 12 декабря 1976 года в местечке Боггабрай (Новый Южный Уэльс), обучался в школе имени малых братьев Марии, учился в колледже Святого Иосифа в Хантерс-Хилл, Сидней. В 1997 году дебютировал за молодёжную сборную Австралии, через год выступил в сборной по регби-7. С 1998 года играл за «Окленд» в чемпионате провинций Новой Зеландии, с 1999 года за «Блюз» в Супер 12. В 2002 году был вызван в сборную Новой Зеландии на осенние встречи против Англии, Уэльса и Франции, но решению воспротивился Австралийский регбийный союз. Только с разрешения IRB Девайн получил право играть за новозеландцев: дебют состоялся 9 ноября, когда Девайн сыграл в одной связке с Дэнни Ли (на скамейке запасных находились основные игроки — Джастин Маршалл и Байрон Келлехер).
В связи с вызовом Девайна в ряды «Олл Блэкс» в составе «Блюз» перед сезоном 2003 года произошли изменения: из команды вынужден был уйти Марк Робинсон. В том сезоне команда выиграла Супер 12, однако из-за травмы Девайн не сыграл против «Крусейдерс» решающий матч. В том же 2003 году он сыграл пять домашних тест-матчей и выступил на Кубке мира в Австралии, сыграв в матче 20 ноября 2003 года за 3-е место против Франции. Однако эта встреча стала последней для Девайна в рядах сборной: всего он сыграл 10 матчей. В 2005 году сыграл два матча за вторую новозеландскую сборную «Джуниор Олл Блэкс». В 2007 году из-за серии травм, особенно из-за сотрясения мозга он пропустил весь сезон Кубка Air New Zealand и завершил карьеру.
После завершения карьеры работал пожарным, а также вёл программу This Given Sunday на новозеландском канале Sky TV вместе с другим регбистом, Карлом Те Нана. В 2019 году в эфире телепередачи «The Check Up» рассказал, что страдает от мигрени и синдрома хронической усталости, а также болезненно реагирует на свет: левый зрачок не расширяется в нужной степени. О нём как об игроке высоко отзывался тренер Пэт Лэм, называвший Стива Девайна настоящим бойцом, который отдавал любому делу всё своё время и ставил высокую планку для команды «Блюз» в Супер 12.